# Abkarovits Endre (nyelvész)
Abkarovits Endre (Eger, 1946. január 24. –) magyar újságíró és nyugalmazott tanár. 36 évig volt az egri főiskola angol tanszékének tanára, egy ideig vezetője. Docensként vonult nyugdíjba 2008-ban. Főleg angol nyelvészetet, művészettörténetet és kultúrtörténetet tanított. 1998 óta foglalkozik újságírással is, a Magyar Újságírók Országos Szövetségének tagja 1924 elejéig. Leggyakoribb témái a magyar népi kultúra, a határon túli magyarok kulturális és történelmi emlékei, a magyarországi és erdélyi táncházmozgalom. Számos hazai és külföldi lapban publikált. Életmű interjúi és ismeretterjesztő írásai önálló és gyűjteményes kötetekben is megjelentek. Írásait többnyire saját fotóival illusztrálja.

## Életpálya
Pedagógus családból származik. Egyik nagyapja, dr. Horn József (1893–1987) a háború előtt neves közgazdász volt, számos közgazdasági és alkotmánytani (tan)könyv szerzője. Tanügyi főtanácsos, a Thököly úti Felsőkereskedelmi Iskola, majd a Felsőkereskedelmi Tanárképző Gyakorló Középiskolájának igazgatója. Másik nagyapja, Abkarovits Jenő (1876-1959), mezőkövesdi igazgató-tanító, akiről a kilencvenes években helyi pedagógus kitüntetést és teret neveztek el. Apja, id. Abkarovits Endre (1910-1989) irodalmár, tanítóképző intézeti, gimnáziumi, majd főiskolai tanár, aki a magyar irodalom tanszékről docensként ment nyugdíjba. Mindhárman foglalkoztak újságírással is. Anyja, Horn Mária (1923-2016) tanítónő képzettségű volt. Felesége, Abkarovits Endréné, szül. Tóth Mária szintén nyugdíjas pedagógus, két lányuk van.
Egerben végezte általános és középiskolai tanulmányait, majd a debreceni Kossuth Lajos Tudományegyetemen szerzett angol-német szakos diplomát 1969-ben. Az egyetem után 3 évig tanított az egri Dobó István Gimnáziumban. 1972-től nyugdíjazásáig az egri főiskola angol tanszékén tanított. Kezdetben főleg angol leíró nyelvészetet oktatott és ebből is doktorált 1985-ben. Doktori értekezésének címe Az érzelmek kifejezésének nyelvi eszközei az angolban.
A kilencvenes évek közepén Birminghamben számítógépes nyelvészeti kutatásokba kezdett és ebből publikált több évig.
Tanszékvezetése idején angol művészettörténet és angol kultúrtörténet tárgyakat vezetett be, s nyugdíjazásáig főleg ezeket tanította. A kilencvenes évek második felében a tanszék tudományos publikációinak köteteit (Eger Journal of English Studies) szerkesztette. Számos hazai és külföldi szakmai konferencián vett részt, ahol előadásokat tartott, melyek nyomtatásban is megjelentek.
Amikor 1998-ban leadta a tanszékvezetést, a tanítás és kutatás mellett újságírásba kezdett. Eleinte a főiskola lapjában (Líceumi Paletta) és a megye kulturális folyóiratában (Új Hevesi Napló) publikált, utóbbinak szerkesztő bizottsági tagja is lett. Egymás után készültek interjúi a táncházmozgalom legnevesebb személyiségeivel, melyek előbb a folkMAGazin-ban, majd Táncházi portrék címmel önálló kötetben jelentek meg a Hagyományok Háza gondozásában. Több, népi kultúrával kapcsolatos írása jelent meg a Székelyföld folyóiratban is. Az első táncházi prímással, Halmos Bélával külön interjúkötetet készített. Többoldalas interjúinak és ismeretterjesztő írásainak száma 2018-ra meghaladja a kétszázat. A népzenével, néptánccal kapcsolatos írásainak publikációs jegyzéke és legtöbb írásának teljes szövege megtalálható a Hagyományok Háza honlapján. 2002 óta a Hollandiában negyedévente megjelenő, kétnyelvű Most Magyarul! folyóirat állandó szerzője. A lapban folyamatosan mutatja be a történelmi Magyarország régióit, városait, műemlékeit, s a 21. századi Magyarország kulturális életének főbb eseményeit, szereplőit. Írásait többnyire saját fényképfelvételei illusztrálják. A Hollandiában megjelent cikkek címe a folyóirat honlapján látható.
Eger város helytörténetével is foglalkozott. Ilyen írásai elsősorban az Egri Magazinban jelentek meg. Részletesebben vizsgálta az első magyar tanításnyelvű tanítóképző, az Egri Érseki Római Katolikus Tanítóképző történetét. 2023-ban megírta az egri főiskola angol tanszékének első évtizedeiről szóló visszaemlékezéseit.

## Művei

### Fontosabb külföldi szakmai publikációi
- The -ing form complements of English verbs in standard reference books (ITL – Review of Applied Linguistics, 85-86. szám, 143-162. old., Leuven, Belgium, 1989)
- Introducing students of English to English arts. (Medacta ‘95, pp 23-28, Nyitra (Szlovákia), 1995)
- Using the Results of Computer-Assisted Linguistic Research in Training Teachers of English (Medacta ‘97, 149-153. old., Nyitra, Szlovákia, 1997)
- Attempts at Introducing Cultural Studies for Students of English (Alternatives ’98, 23-25. old., Prága, Cseh Köztársaság, 1998)
- Experimenting with the course ‘A Cultural History of Britain’ in a Hungarian college of education’ (Romanian Journal of English Studies, 166-175. old., Temesvár, Románia, 2005)
- The formation of the hierarchy of the Medieval Church in England and Hungary (The International Conference „European Integration – Between Tradition and Modernity”, 284-294. old., Marosvásárhely, Románia, 2005.; CD-ROM, ISBN 973-7794-36-2)
- Irish folk music revival from a Central European perspective (Romanian Journal of English Studies 2006/3, 7-16. old., Temesvár, Románia, 2006)

### Fontosabb hazai szakmai publikációi
- The use of the -ing form as object (complement) in the light of some recently published reference books (Studies in English and American Culture, 165-174. old., Eger, 1989)
- Az angol kultúra különböző területeinek tanítása a felsőoktatásban IV. Országos Alkalmazott Nyelvészeti Konferencia (Folia practico-linguistica, XXIV. évf., 599-604. old., Budapest, 1994)
- Új irányzatok a szótárírásban Angliában (Acta Academiae Agriensis – Nova Series Tom XXII., 73-81. old., Eger, 1994)
- The use of verbals after finites in the light of the Collins COBUILD corpus (Second Biennal Conference of HUSSE, 239-242. old., Szeged, 1995)
- Teaching the Englishness of English Gothic cathedral architecture (Eger Journal of English Studies (ed. by Endre Abkarovits), Volume II, 43-66. old., Eger, 1998)
- The Revival of Traditional Music and Dance in Ireland and Hungary (Eger Journal of English Studies V, 145-171. old., Eger, 2005)
- The formation of Roman Catholic (arch)dioceses in Medieval England and Hungary (Eger Journal of English Studies VI, 47-66. old., Eger, 2006)

### Főiskolai jegyzet
- Spoken English III (társszerző: Pallaghy Piroska) Tankönyvkiadó, Budapest, 1989. (javított kiadás: 1993)

### Tudományos publikációk köteteinek szerkesztése
Az Eger Journal of English Studies alapító szerkesztője (1996-1998)
- Volume I, 1996 (megjelenés: 1998. január)
- Volume II, 1998 (megjelenés: 1999. június)

### Önálló könyvei
- Táncházi portrék. Hagyományok Háza, Budapest, 2003. (183 oldal)
- Meg kell a búzának érni… Halmos Bélával beszélget Abkarovits Endre. Kairosz Kiadó, Magyarnak lenni. 2012. május (112 oldal)
- Emlékeim az egri főiskola angol tanszékének első évtizedeiről, 1972-2008. Líceum Kiadó, Eger, 2023. (135 oldal + függelékek)

### Angol nyelvű könyv szerkesztése (másokkal)
- A Guide to Hungarian Culture. Napkút Kiadó, Budapest, 2017.

### Könyvfordításai angolra
- Benedek András: The Rusyns – Gens fidelissima. Matthias Corvinus Publishing, Kanada, 2001. (Szőke Lajossal) – https://www.yumpu.com/en/document/read/35499310/the-rusyns-gens-fidelissima-corvinus-library-hungarian-history
- Váradi Péter Pál – Lőwey Lilla: Erdély – Siebenbürgen – Transylvania. PéterPál Kiadó, Veszprém, 2002. (2., bővített kiadás: 2003)
- Hungarian Heritage. Európai Folklór Intézet, Budapest, 2004 (A kötet több tanulmányának fordítása.)
- Váradi Péter Pál – Lőwey Lilla: Kalotaszeg. PéterPál Kiadó, Veszprém, 2004

### Gyűjteményes kötetekben megjelent publikációi
- Népzene, néptánc, táncházmozgalom az ezredforduló előtt. (In: Távol Betlehem, Az egri Kálnoky László Társaság antológiája, Eger, 2000, 143-161. o.)
- 35 éve a népzene szolgálatában – Beszélgetés Halmos Bélával. (In: Csodaszarvas 2005, Molnár Kiadó, Budapest, 2005, 120-152. o.)
- A prímás, aki két országban is a szakma csúcsára jutott – Beszélgetés Papp István Gázsával. (Csodaszarvas 2005, Molnár Kiadó, Budapest, 2005, 153-162. o.)
- Kallós Zoltán 80 éves. (Csodaszarvas 2006, Molnár Kiadó, 197-228 o., Budapest, 2006, rövidített változat: Fidelio, 2006. június-július, 34-35. o.)
- Muzsikás: a népzene és Bartók – Beszélgetés Sipos Mihállyal és Hamar Dániellel. (Csodaszarvas 2006, Molnár Kiadó, 229-260. o.)
- A táncháztól a népzenekutatásig – Beszélgetés Jánosi Andrással. (Csodaszarvas III, Molnár Kiadó, 2009, 251-264. o.)
- Hagyományok és változások Korondon – Beszélgetés Páll Antalnéval. (Csodaszarvas III, 2009, Molnár Kiadó, 221-236. o.)
- Színpadi néptánc, táncház, hagyományőrzés- Beszélgetés Stoller Antal koreográfussal. (Csodaszarvas IV, Molnár Kiadó, Budapest, 2012, 165-182. o.)
- Negyvenéves a magyarországi táncházmozgalom. (Csodaszarvas IV, Molnár Kiadó, 2012, 183-220. o. + képtáblák)
- Az első magyar tanításnyelvű tanítóképző (Eger, 1828-1959). (Egri séták nem csak egrieknek, IV. kötet, Egri Lokálpatrióta Egylet, Eger, 2013., 21-32. o., bővített változat: Új Pedagógiai Szemle, 2016. 1-2., 82-91. o.)

### További fontosabb írásai
- A smaragd sziget példája – Dublini benyomások. (Új Hevesi Napló, 2000. július, 43-47. o.; folkMAGazin, 2001/2, 41-43. o.)
- A Ghymes együttes saját útját járja. (Új Hevesi Napló, 2001. május, 77-81. o.; Táncháztól a remixig címmel: folkMAGazin, 2001/2, 15-17. o., Táncházi portrék, 2003. 41-47. o.)
- Kolozsvári beszélgetés Kallós Zoltánnal. (Új Hevesi Napló, 2001. november, 98-103. o.; Beteljesülő álom címmel: folkMAGazin, 2001 – Tél, 7-10. o.; Székelyföld, Csíkszereda, 2002. január, 35-43. o.)
- A Hargita együttes missziója – Beszélgetés András Mihály igazgatóval. (Székelyföld, Csíkszereda, 2002. december, 97-116. o.; Nyelvünk és Kultúránk, 2003/2, 74-88. o.; Csíkszereda város évkönyve, 2003, 58-79. o.)
- Húsz év Méta – Beszélgetés Salamon Beátával (folkMAGazin, 2003 – Tavasz, 25-27. o.)
- Felvidék – Gótikus csodák Kelet-Szlovákiában – Gotische pracht in Oost-Slowakije. Most Magyarul!, Hollandia, 25. szám, 2003/6, 6-9. o. (magyar és holland nyelven)
- Hungarian Heritage – Angol nyelven a magyar népi kultúráról (Most magyarul!, Hollandia, 2004/2, 24. o., magyar és holland nyelven; folkMAGazin, 2004/2, 47. o.)
- Előbb-utóbb fel kell ébredjünk! – Beszélgetés Lőrincz Lajossal, az Állami Székely Népi Együttes egykori igazgatójával. (Nyelvünk és Kultúránk, 2004/3, 88-99. o.; Székelyföld, Csíkszereda, 2004. augusztus, 61-74. o.; folkMAGazin, 2004/3, 44-48. o.)
- Túl a nyolcvanon még teli tervekkel – Beszélgetés Fodor Sándor ‚Neti’-vel. (folkMAGazin, 2003 – Ősz, 44-45. o., In memoriam Fodor Sándor ’Neti’ címmel, Most Magyarul!, 29. szám, 2004. december – 2005. január, 16-21. o., magyar és holland nyelven)
- Középkori felvidéki bányavárosok. (Most magyarul!, Hollandia, 29. szám, 2004. december, 6-10. o., magyar és holland nyelven)
- Átadni a zene szeretetét – Beszélgetés Árendás Péterrel (folkMAGazin, 2005/1, 35-39. o.)
- A bukovínai székelyek kálváriája – De lijdensweg van de Bukovina-Szeklers. (Most Magyarul!, 33. szám, Hollandia, 2005-6 tél, 12-18. o., magyar és holland nyelven)
- Nem lehet gyökerek nélkül élni – Beszélgetés Herczku Ágnessel. (folkMAGazin, 2005/6, 36-39. o.)
- Amerikai emberünk – Beszélgetés Magyar Kálmánnal (folkMAGazin, 2006/2, 46-47. o.)
- Örömzene – Beszélgetés Pál István „Szalonnával”. (folkMAGazin, 2007/1, 34-38. o.)
- „Bújdosik a kicsi madár…” – Beszélgetés Kóka Rozália bukovinai székely népművésszel. (Székelyföld, 2006/6, 111-126. o., Nyelvünk és Kultúránk, 2005/3-4, 101-112. o.)
- Ökrös Csaba: Három évtizede zenekarok élén. (folkMAGazin, 2006/5, 32-34. o.)
- Ópusztaszer. Most magyarul!, 43. szám, 2008. július, 12-13. o. (magyar és holland nyelven)
- A rockzenétől a számítógépes népzene-kutatásig – Beszélgetés Pávai Istvánnal. (Székelyföld, 2008. június, 94-121. o.)
- Székelykapuk. (Most magyarul, 47. szám, 2009. augusztus, 16-19. o., magyar és holland nyelven)
- Két műfaj határán – Beszélgetés Szabó Attilával. (Egri Magazin, 2010. június, 18. o.)
- Bereg: egy kettészelt megye az Európai Unió határán – Bereg: Een verdeelde provincie op de grens van de Europese Unie. Most magyarul!,50. szám, 2010. május, 4-9. o. (magyar és holland nyelven)
- Székelykapuk varázsában – Beszélgetés Kovács Piroskával. (Székelyföld, 2010. július, 103-121. o.)
- Az egri vár eleste és visszafoglalása – Interjú Berecz Mátyással. (Egri Magazin, 2010. december, 10-11. o.)
- Zoboralja. (Most magyarul!, 53-54. szám, 2011. március, 4-9. o., magyar és holland nyelven, plusz címlapfotó)
- Várvidék – Burgenland. (Most magyarul!, 55. szám, 2011. július, 4-11. o., magyar és holland nyelven)
- Makovecz Imre (1935-2011) (Most Magyarul!, 2012. január, 4-9. o.; magyar és holland nyelven)
- Józsa Judit keramikus – Judit Józsa, keramiekkunstenares. (Most magyarul!, 60. szám, 2012. szeptember, 4-7. o., magyar és holland nyelven)
- A Magas-Tátra körül. – Rondom de Hoge Tatra. Most magyarul!, 59. szám, 2012. július, 4-11. o. (magyar és holland nyelven)
- Pozsony – az egykori magyar, jelenlegi szlovák főváros. (Most Magyarul!, 2013. január, 24-29. o.; magyar és holland nyelven)
- Komárom: egy város, két ország. Most magyarul!, 2013. január, 4-10. o. (magyar és holland nyelven, plusz címlapfotó)
- Kassa: Európa egyik kulturális fővárosa 2013-ban. (Most magyarul!, 63. szám, 2013. július, 4-9. o., magyar és holland nyelven)
- Torockó. Most Magyarul!, 64. szám, 2013. október, 9-13. o. (magyar és holland nyelven)
- Elment az első táncházi prímás – Halmos Béla (1946-2013). – Béla Halmos. De eerste danshuisprímás is niet meer. Most Magyarul!, 65. szám, 2013-4. tél, 16-17. o. (magyar és holland nyelven)
- Sárospatak. (Most Magyarul!, 2014. szeptember, 14-18. o.)
- Sáros megye – népek, kultúrák, vallások találkozása. (Most Magyarul!, 2014. április, 66. szám, 4-11. o., magyar és holland nyelven)
- Tanítóképzős diákélet az ötvenes évek elején. (Alumni, Eger, 2014. október, 6-10. o.)
- Középkori egyházi művészeti emlékek a mai Magyarországon – Middeleeuwse kerken in dedendaags Hongarije. (Most Magyarul! ,69. szám, 2015. január, 8-15. o.; magyar és holland nyelven)
- Budapest gyógyfürdői – Badderen in Budapest. (Most Magyarul!, 71. szám., 4-9. o. 2015. nyár, magyar és holland nyelven)
- Nyírbátor. Most Magyarul!, 2015. ősz, 72. szám, 4-9. o. (magyar és holland nyelven)
- Hosszú búcsú Halmos Bélától – Szomjas György filmje. folkMAGazin, 2015. 1. szám, 4. o.
- Eger – a történelem tükrében – Eger in de spiegel van de geschiedenis. (Most Magyarul!, 74. szám, 4-9. o., 2016, magyar és holland nyelven)
- Kisszebentől Nagyszebenig – A magyarországi németek története. Duitstaligen in Hongarije. (Most Magyarul!, 76. szám, 2016. október, 4-10. o.; magyar és holland nyelven)
- A magyar királyság fővárosai – Koninklijke hoofdsteden in Hongarija. (Most Magyarul!, 77. szám, 2017. január, 4-10. o., magyar és holland nyelven)
- Trianon öröksége. De Erfenis van Trianon. Most Magyarul!, 78. szám, 2017, 4-7. o. (magyar és holland nyelven)
- Erdély története. De Geschiedenes van Trassylvanië. Most Magyarul! 79. szám, 2017, 4-9. o. (magyar és holland nyelven)
- Mezőség. Most Magyarul! 81. szám, 2018. február, 4-12. o., (magyar és holland nyelven)
- In memoriam Kallós Zoltán. Most Magyarul! 82. szám, 2018. május, 20. o. (magyar és holland nyelven)
- Lechner Ödön – Szecesszió/Jugendstil/Art Nouveau in Hongarije. Most Magyarul! 82. szám, 2018. május, 4-10. o. (magyar és holland nyelven)
- Diósgyőr vára – Burcht Diósgyőr. Most Magyarul! 84. szám, 52-53. o., 2018. december. (magyar és holland nyelven)
- Tisza-tó – Ecologisch Centrum Tiszameer. Most Magyarul! 85. szám, 4-8. o., 2019. február. (magyar és holland nyelven, plusz címlapkép)
- Szoborkeringő a Parlament körül – Stoelendans van standbeelden. Most Magyarul! 85. szám, 18-21. o., 2019. február (magyar és holland nyelven)
- Kalotaszeg. Most Magyarul!, 86. szám, 2019. június, 47-52. o. (magyar és holland nyelven)
- II. Rákóczi Ferenc erdélyi fejedelem – Ferenc Rákóczi II. vorst van Zevenburgen. Most Magyarul! 87. szám, 2019. október, 34-38. o. (magyar és holland nyelven)
- A magyar családnevek története. – Hongaarse Familienamen. Most Magyarul! 88. szám, 2020. február, 8-11. o. (magyar és holland nyelven)
- A Seuso-kincs – De silversat Seuso. Most Magyarul! 90. szám, 2020. október, 20-22. o. (magyar és holland nyelven)
- Szent Piroska és a Hagia Sophia – De heilige Piroska en de Hagia Sophia. Most Magyarul! 90. szám, 2020. október, 26-28. o. (magyar és holland nyelven)
- Róth Miksa – üvegfestő és mozaikművész. Most Magyarul!, 91. szám. 2021. március, 28-33. o. (magyar és holland nyelven)
- Székelyföld – Kik azok a székelyek? – Szeklerland – Szeklers, wie zijn dat? Most Magyarul!, 92. szám, 2021. július, 10-16. o. (magyar és holland nyelven)
- Székelyföld 2 – Marosvásárhelytől Székelyudvarhelyig. Most Magyarul!, 94. szám, 2022. március, 16-23. o. (magyar és holland nyelven)
- 50 éves a táncházmozgalom – 50 jaar danshuis. Most Magyarul! 95. szám, 2022. június, 18-20. o. (magyar és holland nyelven)
- Székelyföld 3 – Székelyudvarhelytől a Gyimesbükkig. – Van Székelyudvarhely tot Gyimesbükk. Most Magyarul! 97. szám, 2023. február, 10-17. o. (magyar és holland nyelven)
- Budapest 150 éves – 150 jaar Budapest. Most Magyarul!, 99. szám, 2023. szeptember, 18-23. o. (magyar és holland nyelven)
- Már megint választások! – Alweer verkiezingen. Most Magyarul!, 101. szám, 22-26. o., 2024. március) (magyar és holland nyelven)
- Választások után. – Na de verkiezingen. Most Magyarul, 102. szám, 18-21. o. 2024. július (magyar és holland nyelven)
- Felvidék – Gótikus csodák Kelet-Szlovákiában – Gotische pracht in Oost-Slowakije. Most Magyarul!, Hollandia, 103. szám, 8-13. o., 2024. október (magyar és holland nyelven)
- Városliget - Stadspark Budapest. Most Magyarul!, 104. szám, 8-12. o. 2025. március.(magyar és holland nyelven)

## Díjai
- Pedagógus szolgálati emlékérem (Eszterházy Károly Főiskola Bölcsészettudományi Kar, 2007)[1]